# 勞倫斯 (紐約州)
勞倫斯（英語：Laurens）是一個位於美國紐約州奧齊戈縣的鎮。

## 人口
根據2020年美國人口普查的數據，勞倫斯的面積為109.21平方千米，當中陸地面積為108.91平方千米，而水域面積為0.30平方千米。當地共有人口2311人，而人口密度為每平方千米21人。